# Otto Wangson
Otto Robert Wangson (i riksdagen kallad Wangson i Göteborg), född Wagnsson den 9 maj 1893 i Örebro församling, död 11 juni 1975 i Stråvalla församling, Hallands län, var en svensk advokat, ombudsman och socialdemokratisk riksdagspolitiker.
Wangson var utrikesredaktör i tidningen Arbetet 1917–1920. Han avlade juris kandidatexamen 1924 och var ordförande i Lunds studentkår 1925. 1926–1928 gjorde han tingstjänstgöring vid Frosta-Eslövs domsaga. 1928–1937 var han hovrättsnotarie i Göteborg samt ombudsman och sekreterare vid Göteborgs fattigvårdstyrelse. Från 1953 drev han en egen advokatbyrå i Göteborg.
Wangson var ledamot av riksdagens första kammare 1935–1937, invald i Göteborgs stads valkrets.